# 基利亞尼夫卡
49°16′36″N 27°59′59″E / 49.27667°N 27.99972°E
基利亞尼夫卡（烏克蘭語：Кільянівка），是烏克蘭的村落，位於該國西南部文尼察州，由文尼察區負責管轄，面積0.03平方公里，海拔高度291米，2001年人口45，人口密度每平方公里1,500人。